# Alfa Volantis
Alfa Volantis (α Vol) – gwiazda w gwiazdozbiorze Ryby Latającej o jasności wizualnej +4,00m. Oddalona jest o około 125 lat świetlnych od Słońca.

## Charakterystyka
Alfa Volantis to biała gwiazda ciągu głównego reprezentująca typ widmowy A. Jej powolny obrót sprawia, że dyfuzja rozdziela składniki jej atmosfery, powodując problem z określeniem jej typu widmowego. Użycie w tym celu linii widmowych różnych pierwiastków prowadzi do oznaczenia typu od A2,5 do A7, a nawet sprawiło, że była zaklasyfikowana jako podolbrzym. W rzeczywistości jest jeszcze w połowie czasu pobytu na ciągu głównym, który łącznie będzie trwał 890 milionów lat.